# Бикурай
Бикурай — река в России, протекает в Афанасьевском районе Кировской области. Устье реки находится в 0,2 км по левому берегу реки Обмен. Длина реки составляет 14 км.
Исток реки на Верхнекамской возвышенности в 7 км к северу от деревни Архипята (Ичетовкинское сельское поселение). Река течёт на северо-запад по ненаселённому лесу. Впадает в Обмен в 200 метрах от впадения самого Обмена в Чус в 13 км к северо-востоку от села Бисерово близ границы с Пермским краем.

## Данные водного реестра
По данным государственного водного реестра России относится к Камскому бассейновому округу, водохозяйственный участок реки — Кама от истока до водомерного поста у села Бондюг, речной подбассейн реки — бассейны притоков Камы до впадения Белой. Речной бассейн реки — Кама.
По данным геоинформационной системы водохозяйственного районирования территории РФ, подготовленной Федеральным агентством водных ресурсов:
- Код водного объекта в государственном водном реестре — 10010100112111100000498
- Код по гидрологической изученности (ГИ) — 111100049
- Код бассейна — 10.01.01.001
- Номер тома по ГИ — 11
- Выпуск по ГИ — 1